# Märklin

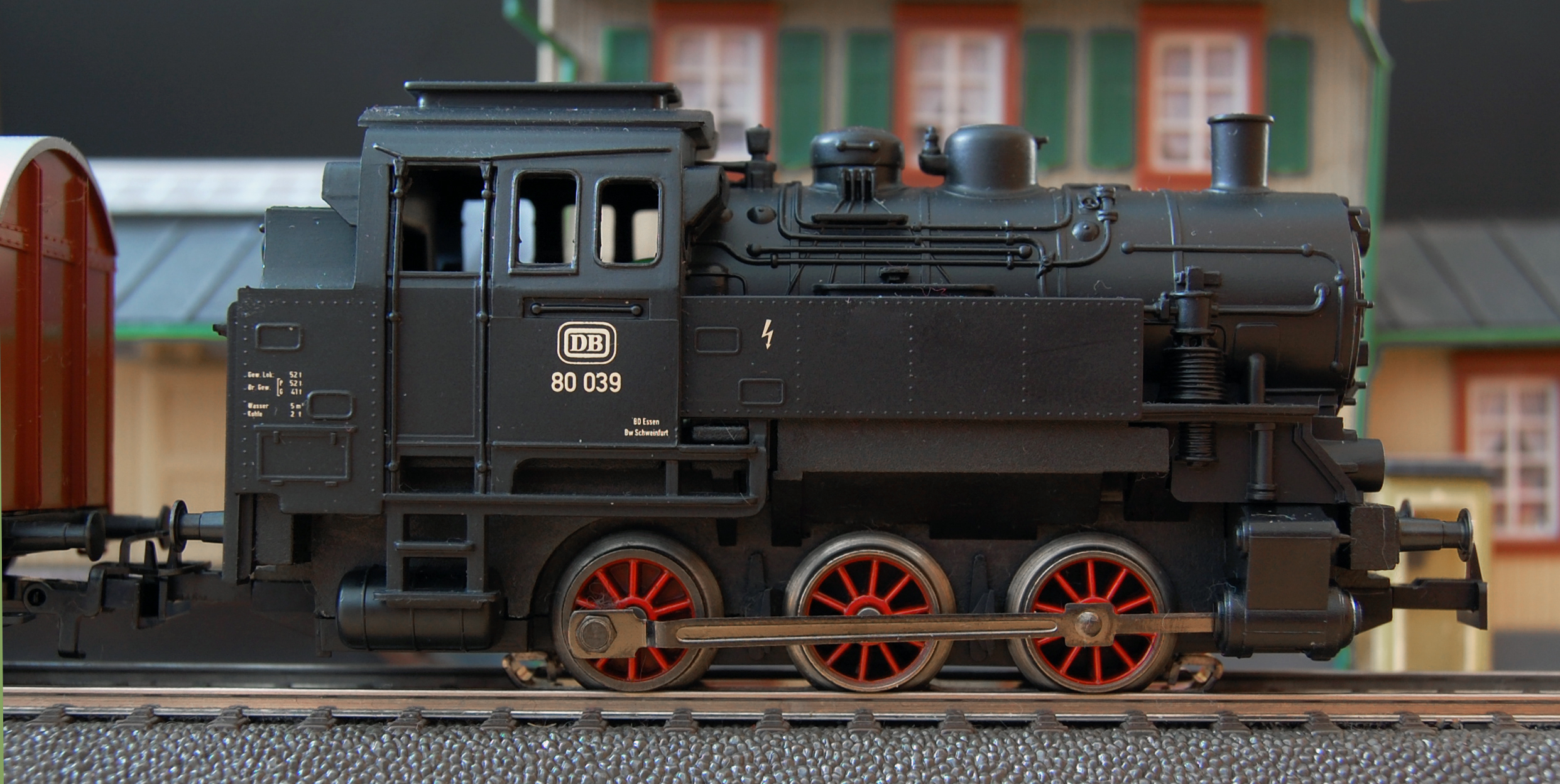
Jednoduchý H0 model

Gebr. Märklin & Cie. GmbH (zkráceně Märklin) je německá hračkářská firma založená v roce 1859. Původně se specializovala na doplňky pro domečky pro panenky, ale dnes je známá především jako výrobce modelové železnice a technických hraček. Firma podala 4. února 2009 návrh na konkurz. 5. února 2010 oznámila návrat k ziskovosti.